# Gary Madine
Gary Lee Madine (Gateshead, 24 agosto 1990) è un calciatore inglese, attaccante dell'Hartlepool Utd.

## Caratteristiche tecniche
È un centravanti.

## Carriera
È cresciuto nelle giovanili del Carlisle Utd. Ha giocato 5 partite nella prima divisione inglese con i gallesi del Cardiff City, trascorrendo poi il resto della carriera in vari club di seconda e terza divisione.